# Панорама Гоґенберґа
Панорама Гогенберґа — мідерит, на якій зображено панораму Львова. Перше друковане зображення Львова, а також перше відоме зображення міста.
Гравюра виконана Абрагамом Гоґенберґом (нід. Abraham Hogenberg) за малюнком панорами Львова кінця 16 — початку 17 століття роботи Ауреліо Пассаротті, інженера-фортифікатора короля Зигмунда III. Зображення виконане, як ілюстрація до «Топографії міста Львова» (лат. «Topographia Civitatis Leopolitane»; автор — Ян Альнпек, міський радник Львова), першого опису Львова, опублікованого у шостому томі енциклопедії «Атлас міст земного світу» (лат. «Civitates orbis terrarum») — шеститомного каталогу міст світу, виданого у 1592-1618 роках Георгом Брауном, Францом Гогенберґом для імператора Священної Римської імперії Максиміліана II Габсбурґа.
Зверху гравюри зображені (зліва — направо) герби Львова, Королівства Польського, Руського воєводства та Герб Папи Сикста V. 1586 році папа Сикст надав Львову право користуватися його гербом поряд на рівні з міським символом.
В центрі верхньої частини розташований напис латиною "LEOPOLIS Rußia Auſtralis Urbs primaria emporium mercium Orientalium celeberrimum" (Леополіс Русі Південної місто головний ринок товарів східних найславніше)
Міські вежі, як мотиви панорами, використані в сучасному логотипі Львова. Чорно-біла копія Панорами Гоґенберґа у 2006 році була зображена на блоці марок Укрпошти «750 років з часу заснування міста Львова».